# 믈레트섬

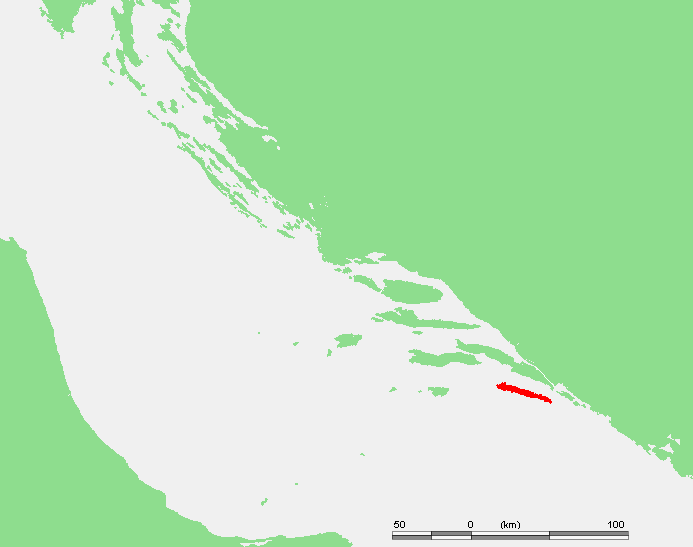
믈레트섬의 위치

믈레트섬(크로아티아어: Mljet, 라틴어: Melita, 이탈리아어: Meleda)은 아드리아해에 위치한 크로아티아의 섬으로 면적은 98.01km2, 높이는 514m, 인구는 1,088명(2011년 기준), 인구 밀도는 11.34명/km2이다. 행정 구역상으로는 두브로브니크네레트바주에 속하며 달마티아 남부에 위치한다. 믈레트섬은 국립공원으로 지정되어 있다.

## 역사
고대의 기록에 따르면 그리스인들이 믈레트섬을 발견했다고 전해진다. 시칠리아의 통치자였던 아낙사르바의 아게실라우스(Agesilaus)는 로마 제국의 황제였던 셉티미우스 세베루스에 의해 믈레트섬으로 추방되었다. 950년경 비잔티움 제국의 황제였던 콘스탄티누스 7세가 쓴 문헌에 따르면 세르비아인에 속하는 네레트바족이 믈레트섬을 차지하고 있다는 기록이 전한다.
1151년에는 이탈리아 가르가노(Gargano)에서 온 풀리아의 풀사노(Pulsano) 베네딕도회가 믈레트섬의 봉건 영주가 되었다. 1166년부터 1168년까지는 스테판 네마냐(Stefan Nemanja)가 통일한 세르비아의 지배를 받았고 1410년에는 라구사 공화국의 지배를 받았다.
1809년에는 나폴레옹 보나파르트에 의해 수도원이 해산되었고 오스트리아가 믈레트섬을 점령한 뒤에는 수도원 자리에 삼림부가 들어섰다. 세계 대전 기간 사이에는 두브로브니크 기독교 교구가 들어섰다. 이 교구는 1960년에 호텔로 바뀌었지만 1998년에 교구로 환원되었다.

## 사진

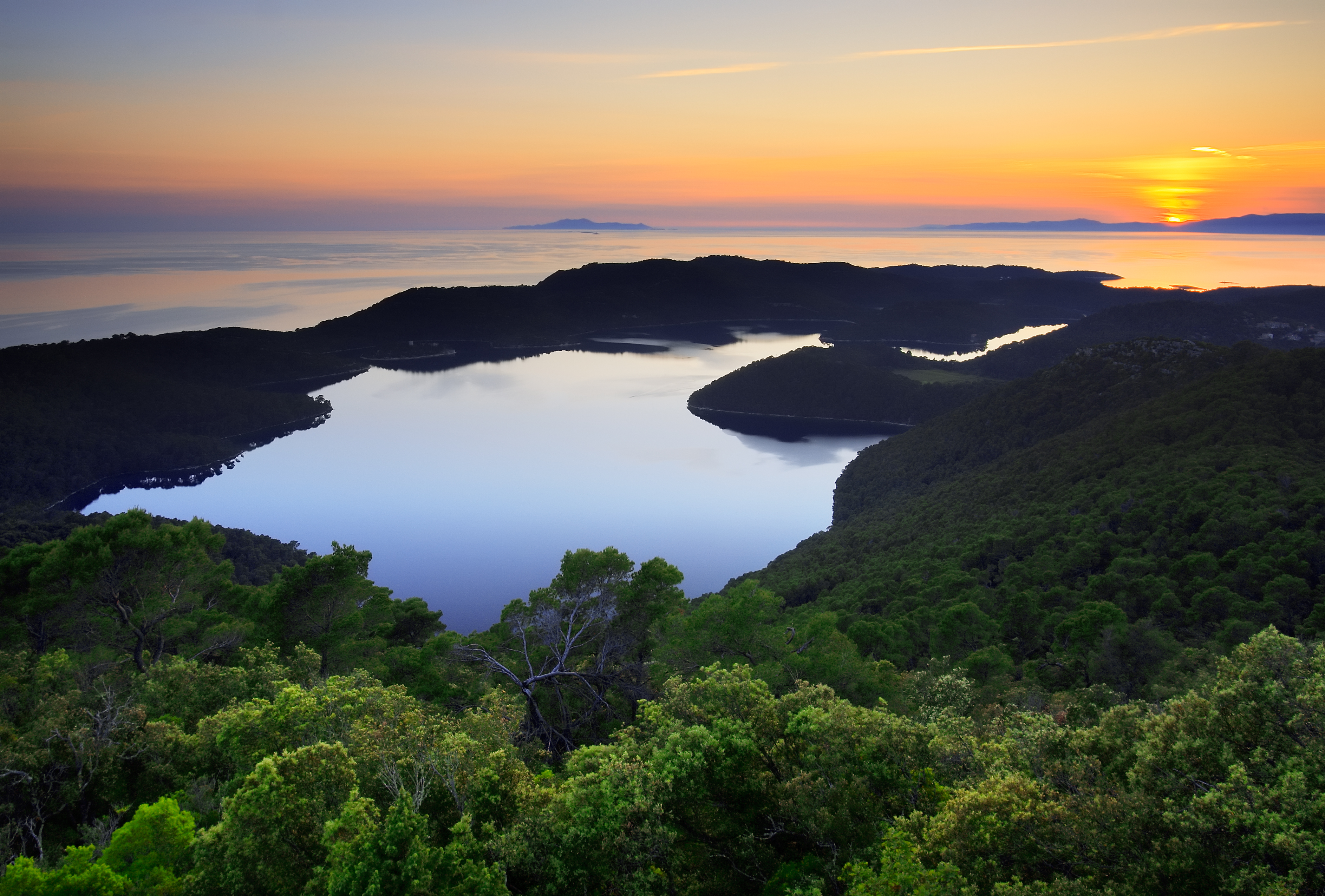
믈레트섬의 호수의 일몰
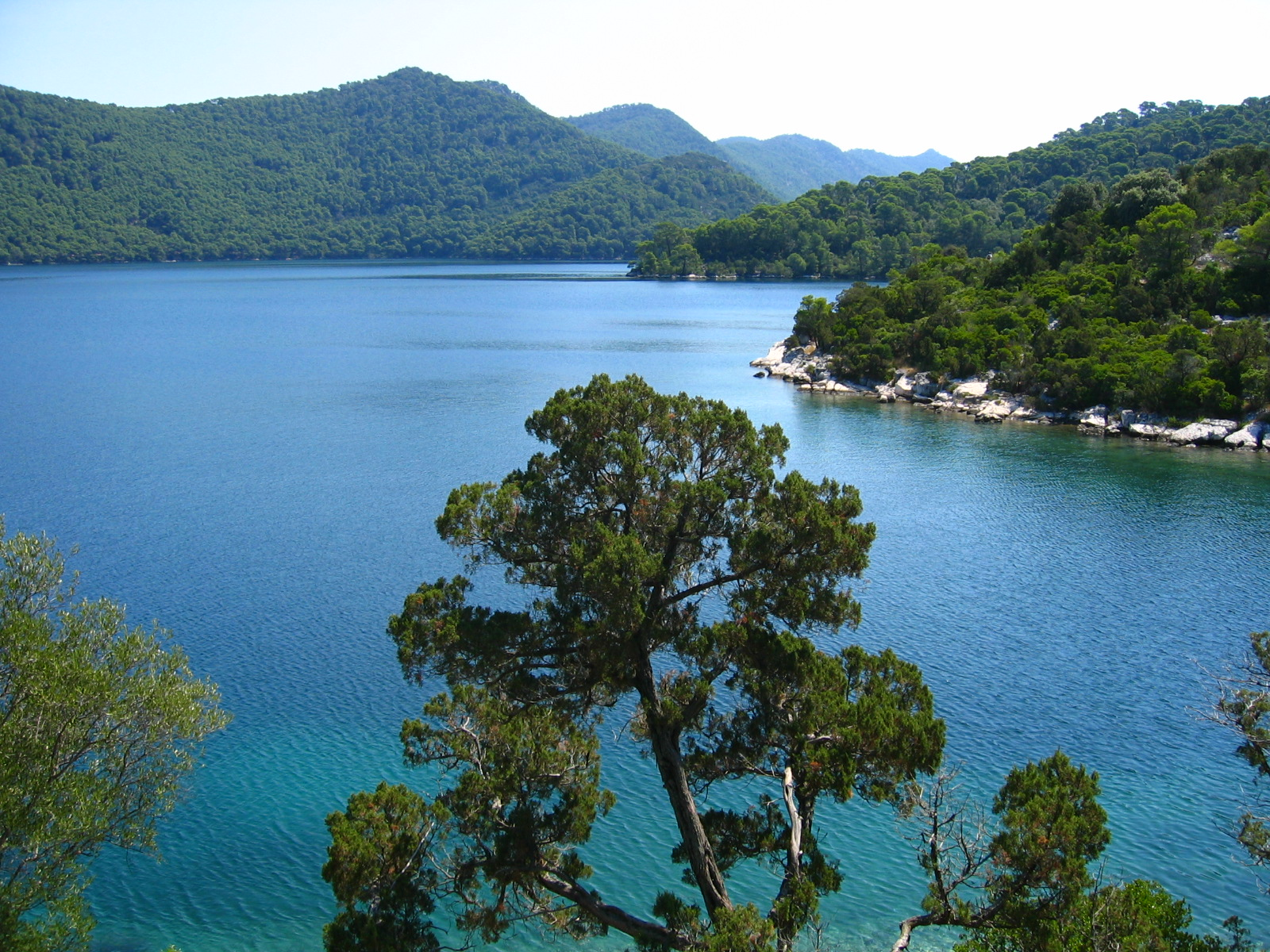
믈레트섬의 호수
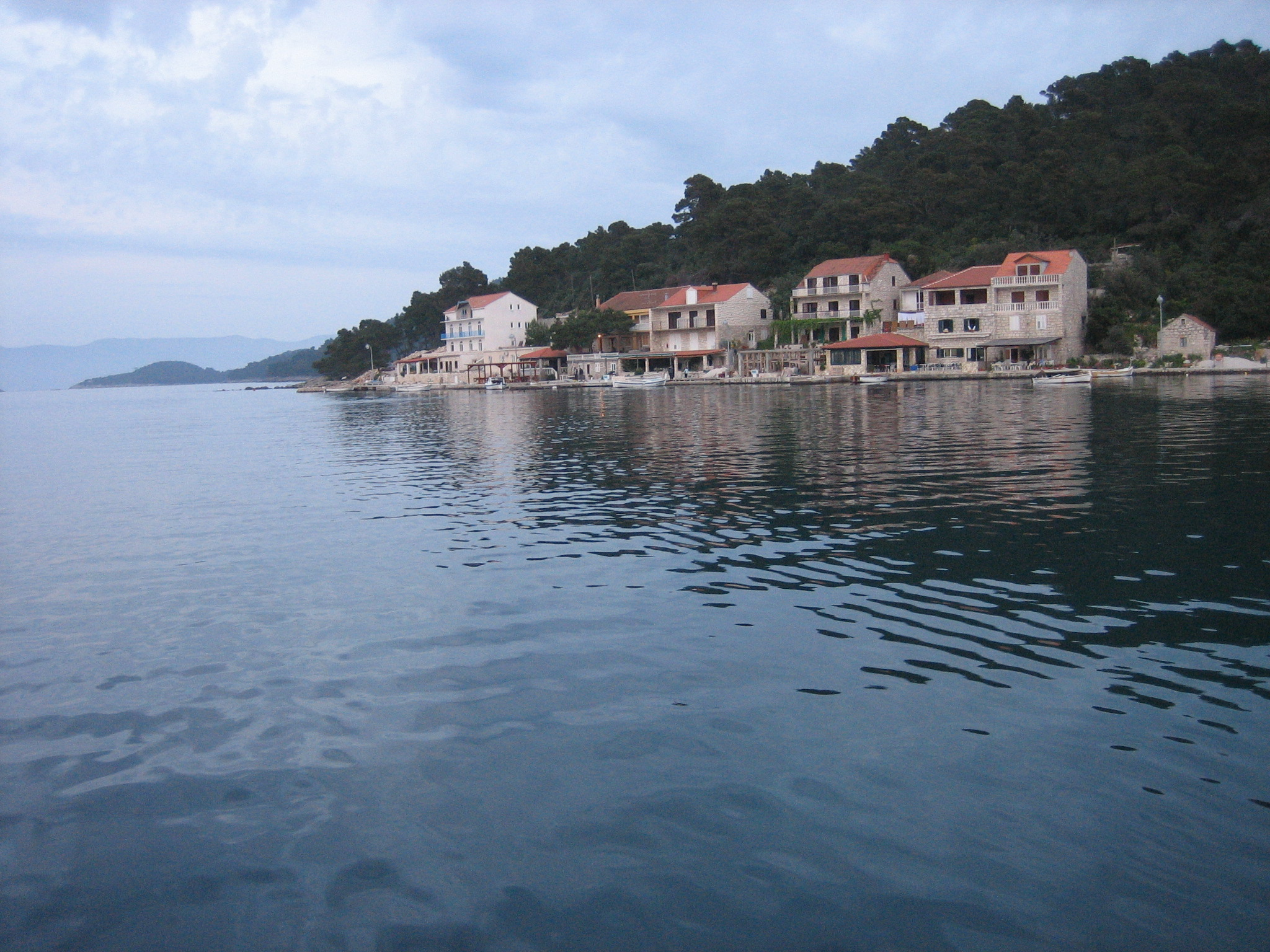
믈레트섬의 포메나(Pomena) 마을